# Passeggiando al parco/Tornan le rondini
Passeggiando al parco/Tornan le rondini è un singolo di Natalino Otto del 1943, accompagnato dal Quintetto Ritmico di Alberto Semprini.

## I brani
Entrambi i brani sono scritti da Cosimo Di Ceglie per la musica e da Mauro Castiglioni (che si firma Mauro) per il testo. Passeggiando al parco venne incisa nello stesso anno da Claudio Parola.

## Tracce

### Lato A
1. Passeggiando al parco (testo: Mauro Castiglioni – musica: Cosimo Di Ceglie)

### Lato B
1. Tornan le rondini (testo: Mauro Castiglioni – musica: Cosimo Di Ceglie)